# زبان اندونزیایی
زبان اندونزیایی (در اندونزیایی: Bahasa Indonesia) زبان رسمی کشور اندونزی است.
این زبان گویش معیاری از زبان مالایی است که در سال ۱۹۴۵ و پس از استقلال اندونزی رسماً مشخص و تعریف شد.
این زبان همچنان بسیار نزدیک به زبان مالایی است و می‌توان گفت که گویشوران این دو زبان می‌توانند به راحتی با هم صحبت کنند.
هرچند بسیاری از مناطق اندونزی زبان‌ها و گویش‌های خود را دارند (مانند جاوه‌ای، سوندایی و بالیایی) با اینحال تقریباً همه اهالی کشور اندونزیایی را به روانی صحبت می‌کنند.
بیشتر آموزش رسمی و تقریباً تمامی برنامه‌های رسانه‌های ملی به زبان اندونزیایی است.
اندونزیایی همچنین توسط برخی از اهالی تیمور شرقی و سورینامی‌های اندونزی‌تبار نیز صحبت می‌شود.

## سامانه نوشتاری
اندونزیایی با خط لاتین نوشته می‌شود. این خط در ابتدا بر اساس الفبای هلندی بنا شده بود و هنوز هم شباهت‌هایی با آن دارد. با این حال هم‌خوان‌ها به روشی مشابه الفبای ایتالیایی نشان داده می‌شوند. الفبای اندونزیایی دارای ۲۶ حرف است. حروف V ,Q و X تنها در وام‌واژه‌ها یافت می‌شوند.
| حرف | نام                       | صدا         | نمونه در انگلیسی       |
| --- | ------------------------- | ----------- | ---------------------- |
| Aa  | a (/a/)                   | /a/         | a در father            |
| Bb  | be (/be/)                 | /b/         | b در bed               |
| Cc  | ce (/t͡ʃe/)                | /t͡ʃ/        | ch در check            |
| Dd  | de (/de/)                 | /d/         | d در day               |
| Ee  | e (/e/)                   | /e/         | e در red               |
| Ff  | ef (/ef/)                 | /f/         | f در effort            |
| Gg  | ge (/ge/)                 | /ɡ/         | g در gain              |
| Hh  | ha (/ha/)                 | /h/         | h در harm              |
| Ii  | i (/i/)                   | /i/         | i در pin               |
| Jj  | je (/d͡ʒe/)                | /d͡ʒ/        | j در jam               |
| Kk  | ka (/ka/)                 | /k/         | k در skate             |
| Ll  | el (/el/)                 | /l/         | l در let               |
| Mm  | em (/em/)                 | /m/         | m در mall              |
| Nn  | en (/en/)                 | /n/         | n در net               |
| Oo  | o (/o/)                   | /o/         | o در owe               |
| Pp  | pe (/pe/)                 | /p/         | p در speak             |
| Qq  | qi or qiu (/ki/ or /kiu̯/) | /k/         | q در queen             |
| Rr  | er (/er/)                 | /r/         | rr در puerro اسپانیایی |
| Ss  | es (/es/)                 | /s/         | s در sun               |
| Tt  | te (/te/)                 | /t/         | t در still             |
| Uu  | u (/u/)                   | /u/         | u در pull              |
| Vv  | ve (/ve/ or /fe/)         | /v/ or /f/  | v در van               |
| Ww  | we (/we/)                 | /w/         | w در wet               |
| Xx  | ex (/eks/)                | /ks/ or /s/ | x در box               |
| Yy  | ye (/je/)                 | /j/         | y در yarn              |
| Zz  | zet (/zet/)               | /z/         | z در zebra             |

## وام‌واژه‌ها
نمودار دایره‌ای که درصد وام‌واژه‌های هر زبان را در اندونزیایی نشان می‌دهد.
اندونزیایی تحت تأثیر زبان‌های بسیاری به ویژه هلندی، انگلیسی، عربی، چینی، پرتغالی، سانسکریت، تامیلی، هندی، و فارسی قرار گرفته‌است. طبق تخمین‌ها در اندونزیایی نوین، حدود ۷۵۰ وام‌واژهٔ سانسکریت، ۱۰۰۰ وام‌واژهٔ عربی، برخی با اصالت فارسی و عبری، حدود ۱۲۵ وام‌واژهٔ پرتغالی، اسپانیایی و ایتالیایی و ۱۰٬۰۰۰ وام‌واژهٔ هلندی وجود دارد. با این وجود عمده واژگان اندونزیایی از ریشه آسترونزیایی هستند.
فهرستی از وام‌واژه‌های اندوزیایی توسط مرکز زبان وزارت آموزش و فرهنگ اندونزی منتشر شده‌است که تعداد واژگان آن به شرح زیر است:
| منشأ زبان | تعداد کلمات |
| --------- | ----------- |
| هلندی     | ۳۲۸۰        |
| انگلیسی   | ۱۶۱۰        |
| عربی      | ۱۴۹۵        |
| سانسکریت  | ۶۷۷         |
| چینی      | ۲۹۰         |
| پرتغالی   | ۱۳۱         |
| تامیلی    | ۱۳۱         |
| فارسی     | ۶۳          |
| هندی      | ۷           |